# 王坦 (成化進士)
王坦（1439年—？），字彥平，山東濟南府德州平原縣人，軍籍。明朝政治人物。進士出身。

## 生平
天順六年（1462年）壬午科山東鄉試第五十三名。成化五年（1469年）乙丑科會試第八名，殿試登進士第三甲第一百零六名，七年九月擢授礼科给事中，十五年十月升刑科都给事中，十七年六月因为抚宁知县蒋惠徇私，被降三级为广西北流县主簿。
弘治元年（1488年）以原品调任，九年升任揚州府知府，十一年十二月以考察致仕。

## 家族
曾祖父王敬先。祖父王瑛。父亲王蕃。